# Piaski Wielkopolskie
Piaski Wielkopolskie – kolejowy przystanek osobowy w Piaskach, w gminie Piaski, w powiecie gostyńskim, w województwie wielkopolskim, w Polsce. Linia z Jarocina do Kąkolewa przechodząca przez przystanek została otwarta 1 października 1888 roku. Kolejna linia, z Koźmina Wielkopolskiego, została otwarta 1 października 1909 roku. Linia ta została rozebrana w 1998 roku. W grudniu 2011 roku na odcinku z Jarocina do Kąkolewa został zawieszony ruch pasażerski.